# Treatise
Treatise (verhandeling) is een studioalbum van de Nederlandse muziekgroep Beequeen. Op het album wordt niet gezongen. Het album is in drie dagen opgenomen: 7, 8 en 21 september 1996. De eerste twee dagen in Den Haag, de laatste dag in thuishonk Nijmegen, in club Extrapool. Het album verscheen in een oplage van 500 stuks, die alle voorzien waren van een handgeschreven nummering. Het platenlabel Auf Abwegen is gevestigd in Keulen. Het album laat een breuk horen in de muziek van de band; het album is veel meer op ritme gebaseerd dan andere albums van de band. Zo lijkt Anne No Hi te bestaan uit walvisgeluiden ondersteund door een constante ritmische begeleiding. De track Sigrun Hardardottir is daarentegen onvervalste ambient.

## Musici
- Frans de Waard en Freek Kinkelaar – alle instrumenten en elektronica

## Tracks
1. Nichi Nichi Kore Ko Nichi (10:05)
2. Paste and Roundwound (8:19)
3. Pink Hummm (9:10)
4. How Do You Do Tabletalk (8:23) (live)
5. Sigrun Hardardottir (7:14) (schilder uit IJsland (live)
6. Anne No Hi (9:40)